# Geert Hinskens
Geert Hinskens (Geleen, 7 december 1989) is een voormalige handbalspeler van Vlug en Lenig, Quintus en Volendam. 

## Erelijst
| Competitie   | Aantal | Jaren            |
| ------------ | ------ | ---------------- |
| Volendam     |        |                  |
| Bekerwinnaar | 2x     | 2013/14, 2018/19 |
| Supercup     | 1x     | 2015             |